# Järiste
Järiste is een plaats in de Estlandse gemeente Nõo, provincie Tartumaa. De plaats telt 51 inwoners (2021) en heeft de status van dorp (Estisch: küla).
Järiste ligt ten noordoosten van Nõo, de hoofdplaats van de gemeente.

## Geschiedenis
Järiste ontstond in de late jaren dertig van de 20e eeuw op een veeboerderij met de naam Järiste, die viel onder het voormalige landgoed van Luke.
De veeboerderij ontleende haar naam aan een ouder dorp Järiste, dat 3 km zuidelijker lag en voor het eerst werd genoemd in 1582 onder de naam Jarwitha. De Duitse naam was Gerrist. Dit dorp werd in 1940 bij Kolga gevoegd.